# Copa Argentina de Básquet 2009
La Copa Argentina de Básquet 2009 o tan solo Copa Argentina 2009 fue la octava edición de este torneo oficial de pretemporada organizado por la Asociación de Clubes de Básquet. Contó con la participación de treinta equipos, dieciséis de la Liga Nacional de Básquet 2009-10 y trece del Torneo Nacional de Ascenso 2009-10.
El campeón de esta edición fue Quimsa, que venció por diferencia de tantos a favor a Gimnasia de Comodoro y a Peñarol y obtuvo su primera copa.
Nuevamente la competencia sufrió una modificación en su modo de disputa. La segunda fase pasó de ser cuatro series de eliminación directa a ser dos cuadrangulares, uno norte y otro sur, donde se definieron los equipos que disputaron el cuadrangular final.

## Equipos participantes
Liga Nacional de Básquet
| Equipo                                      | Ciudad                 | Provincia           |
| ------------------------------------------- | ---------------------- | ------------------- |
| AeroChaco Boca Juniors                      | Ciudad de Buenos Aires | —                   |
| Asociación Atlética Quimsa                  | Santiago del Estero    | Santiago del Estero |
| Asociación Deportiva Atenas                 | Córdoba                | Córdoba             |
| Bahía Blanca Estudiantes                    | Bahía Blanca           | Buenos Aires        |
| Centro Juventud Sionista                    | Paraná                 | Entre Ríos          |
| Club Atlético Lanús                         | Lanús                  | Buenos Aires        |
| Club Atlético Obras Sanitarias de la Nación | Buenos Aires           | —                   |
| Club Atlético Peñarol                       | Mar del Plata          | Buenos Aires        |
| Club Atlético Quilmes                       | Mar del Plata          | Buenos Aires        |
| Club Atlético Unión                         | Sunchales              | Santa Fe            |
| Club Central Entrerriano                    | Gualeguaychu           | Entre Ríos          |
| Club Ciclista Olímpico                      | La Banda               | Santiago del Estero |
| Club Deportivo Libertad                     | Sunchales              | Santa Fe            |
| Club Gimnasia y Esgrima                     | Comodoro Rivadavia     | Chubut              |
| La Unión de Formosa                         | Formosa                | Formosa             |
| Club de Regatas Corrientes                  | Corrientes             | Corrientes          |

Torneo Nacional de Ascenso
| Equipo                                        | Ciudad        | Provincia    |
| --------------------------------------------- | ------------- | ------------ |
| Asociación Italiana de Socorros Mutuos        | Charata       | Chaco        |
| Club Atlético Alma Juniors                    | Esperanza     | Santa Fe     |
| Club Atlético Argentino                       | Junín         | Buenos Aires |
| Club Atlético, Biblioteca y Mutual San Martín | Marcos Juárez | Córdoba      |
| Club Ciclista Juninense                       | Junín         | Buenos Aires |
| Club Ciudad de Bragado                        | Bragado       | Buenos Aires |
| Club San Martín                               | Corrientes    | Corrientes   |
| Club Sportivo 9 de Julio                      | Río Tercero   | Córdoba      |
| Club Independiente                            | Tandil        | Buenos Aires |
| Club Atlético Independiente                   | Neuquén       | Neuquén      |
| Firmat Football Club                          | Firmat        | Santa Fe     |
| El Nacional Monte Hermoso                     | Monte Hermoso | Buenos Aires |
| Oberá Tenis Club                              | Oberá         | Misiones     |
| San Nicolás Belgrano                          | San Nicolás   | Buenos Aires |

## Formato de competencia
Primera fase
Los veintinueve equipos se dividen en ocho grupos de cuatro y tres integrante, donde se enfrentan entre sí a partidos de ida y vuelta. El criterio que se utilizó para la separación fue la cercanía geográfica. Esta primera instancia se llevó a cabo entre el 7 y el 22 de septiembre.
Los primeros de cada grupo avanzaron a la siguiente fase. En caso de igualdad de puntos se recurrió a los enfrentamientos entre los equipos en cuestión, siendo favorable el desempate a aquel que hubiese sumado en primera instancia más partidos ganados, y en segunda instancia, más puntos sumados en ambos partidos.
Segunda fase
Los ocho participantes se agrupan en dos zonas de cuatro equipos cada una, donde se enfrentan todos contra todos en una misma sede. Cada cuadrangular clasifica dos equipos al cuadrangular final.
Cuadrangular final
El cuadrangular final se disputa todos contra todos en tres días, entre el 28 y el 30 de septiembre en sede única, el Gimnasio Municipal N.°1 de Trelew. El mejor equipo se consagra campeón.

## Primera fase

### Grupo 1
| Equipo                  | Pts | PG | PP | TF  | TC  | Dif  |
| ----------------------- | --- | -- | -- | --- | --- | ---- |
| La Unión de Formosa     | 10  | 4  | 2  | 471 | 435 | + 36 |
| San Martín (Corrientes) | 9   | 3  | 3  | 385 | 364 | + 21 |
| Regatas Corrientes      | 7   | 4  | 2  | 406 | 366 | + 40 |
| Oberá TC                | 7   | 1  | 5  | 405 | 502 | - 97 |

|  | Clasificado a la siguiente fase |

| Fecha            |                     | Partido | Partido | Partido |                     |
| ---------------- | ------------------- | ------- | ------- | ------- | ------------------- |
| 8 de septiembre  | La Unión de Formosa | 83      | -       | 87      | Regatas Corrientes  |
| 8 de septiembre  | San Martín (C)      | 83      | -       | 58      | Oberá TC            |
| 10 de septiembre | Regatas Corrientes  | 82      | -       | 74      | La Unión de Formosa |
| 10 de septiembre | Oberá TC            | 90      | -       | 84      | San Martín (C)      |
| 12 de septiembre | Regatas Corrientes  | 84      | -       | 61      | Oberá TC            |
| 13 de septiembre | La Unión de Formosa | 67      | -       | 65      | San Martín (C)      |
| 15 de septiembre | Regatas             | 0       | -       | 2       | San Martín (C)      |
| 15 de septiembre | La Unión de Formosa | 80      | -       | 60      | Oberá TC            |
| 18 de septiembre | Oberá TC            | 64      | -       | 75      | Regatas Corrientes  |
| 18 de septiembre | San Martín (C)      | 69      | -       | 71      | La Unión de Formosa |
| 20 de septiembre | Oberá TC            | 72      | -       | 96      | La Unión de Formosa |
| 20 de septiembre | San Martín (C)      | 82      | -       | 78      | Regatas Corrientes  |

### Grupo 2
| Equipo                   | Pts | PG | PP | TF  | TC  | Dif   |
| ------------------------ | --- | -- | -- | --- | --- | ----- |
| Quimsa                   | 12  | 6  | 0  | 533 | 409 | + 124 |
| Ciclista Olímpico        | 9   | 3  | 3  | 459 | 440 | + 19  |
| 9 de Julio (Río Tercero) | 8   | 2  | 4  | 458 | 492 | - 34  |
| Asociación Italiana      | 7   | 1  | 5  | 437 | 546 | - 109 |

|  | Clasificado a la siguiente fase |

| Fecha            |                     | Partido | Partido | Partido |                     |
| ---------------- | ------------------- | ------- | ------- | ------- | ------------------- |
| 8 de septiembre  | Quimsa              | 102     | -       | 61      | Asociación Italiana |
| 9 de septiembre  | 9 de Julio (RT)     | 68      | -       | 72      | Ciclista Olímpico   |
| 10 de septiembre | Asociación Italiana | 67      | -       | 99      | Quimsa              |
| 11 de septiembre | Ciclista Olímpico   | 73      | -       | 78      | 9 de Julio (RT)     |
| 13 de septiembre | Asociación Italiana | 74      | -       | 94      | Ciclista Olímpico   |
| 13 de septiembre | Quimsa              | 95      | -       | 89      | 9 de Julio (RT)     |
| 15 de septiembre | Asociación Italiana | 89      | -       | 77      | 9 de julio (RT)     |
| 15 de septiembre | Quimsa              | 74      | -       | 53      | Ciclista Olímpico   |
| 18 de septiembre | Ciclista Olímpico   | 91      | -       | 66      | Asociación Italiana |
| 18 de septiembre | 9 de Julio (RT)     | 63      | -       | 84      | Quimsa              |
| 20 de septiembre | 9 de Julio (RT)     | 83      | -       | 79      | Asociación Italiana |
| 20 de septiembre | Ciclista Olímpico   | 76      | -       | 79      | Quimsa              |

### Grupo 3
| Equipo                     | Pts | PG | PP | TF  | TC  | Dif  |
| -------------------------- | --- | -- | -- | --- | --- | ---- |
| Sionista                   | 11  | 5  | 1  | 461 | 431 | + 30 |
| Atenas                     | 11  | 5  | 1  | 461 | 424 | + 37 |
| Firmat FBC                 | 7   | 1  | 5  | 417 | 431 | - 14 |
| San Martín (Marcos Juárez) | 7   | 1  | 5  | 479 | 532 | - 53 |

|  | Clasificado a la siguiente fase |

| Fecha            |                 | Partido | Partido | Partido |                 |
| ---------------- | --------------- | ------- | ------- | ------- | --------------- |
| 7 de septiembre  | Firmat FBC      | 63      | -       | 71      | Sionista        |
| 8 de septiembre  | Atenas          | 97      | -       | 82      | San Martín (MJ) |
| 9 de septiembre  | Sionista        | 71      | -       | 68      | Firmat FBC      |
| 10 de septiembre | San Martín (MJ) | 74      | -       | 98      | Atenas          |
| 14 de septiembre | Atenas          | 66      | -       | 65      | Firmat FBC      |
| 14 de septiembre | San Martín (MJ) | 83      | -       | 87      | Sionista        |
| 16 de septiembre | San Martín (MJ) | 80      | -       | 76      | Firmat FBC      |
| 16 de septiembre | Atenas          | 72      | -       | 70      | Sionista        |
| 20 de septiembre | Sionista        | 92      | -       | 84      | San Martín (MJ) |
| 20 de septiembre | Firmat FBC      | 63      | -       | 67      | Atenas          |
| 22 de septiembre | Firmat FBC      | 82      | -       | 76      | San Martín (MJ) |
| 22 de septiembre | Sionista        | 70      | -       | 61      | Atenas          |

### Grupo 4
| Equipo            | Pts | PG | PP | TF  | TC  | Dif  |
| ----------------- | --- | -- | -- | --- | --- | ---- |
| Unión (Sunchales) | 7   | 3  | 1  | 293 | 259 | + 34 |
| Libertad          | 7   | 3  | 1  | 270 | 261 | + 9  |
| Alma Juniors      | 4   | 0  | 4  | 271 | 314 | - 43 |

|  | Clasificado a la siguiente fase |

| Fecha            |              | Partido | Partido | Partido |              |
| ---------------- | ------------ | ------- | ------- | ------- | ------------ |
| 8 de septiembre  | Alma Juniors | 64      | -       | 68      | Unión (S)    |
| 10 de septiembre | Unión (S)    | 96      | -       | 75      | Alma Juniors |
| 13 de septiembre | Libertad     | 81      | -       | 72      | Alma Juniors |
| 15 de septiembre | Libertad     | 64      | -       | 74      | Unión (S)    |
| 18 de septiembre | Alma Juniors | 60      | -       | 69      | Libertad     |
| 20 de septiembre | Unión (S)    | 55      | -       | 56      | Libertad     |

### Grupo 5
| Equipo             | Pts | PG | PP | TF  | TC  | Dif  |
| ------------------ | --- | -- | -- | --- | --- | ---- |
| Peñarol            | 12  | 6  | 0  | 494 | 405 | + 89 |
| Quilmes            | 10  | 4  | 2  | 424 | 435 | - 11 |
| Ciclista Juninense | 7   | 1  | 5  | 414 | 455 | - 41 |
| Argentino (Junín)  | 7   | 1  | 5  | 412 | 449 | - 37 |

|  | Clasificado a la siguiente fase |

| Fecha            |                    | Partido | Partido | Partido |                    |
| ---------------- | ------------------ | ------- | ------- | ------- | ------------------ |
| 8 de septiembre  | Peñarol            | 73      | -       | 63      | Ciclista Juninense |
| 9 de septiembre  | Quilmes            | 75      | -       | 70      | Ciclista Juninense |
| 10 de septiembre | Quilmes            | 68      | -       | 65      | Argentino (J)      |
| 11 de septiembre | Peñarol            | 90      | -       | 78      | Argentino (J)      |
| 13 de septiembre | Ciclista Juninense | 72      | -       | 62      | Argentino (J)      |
| 13 de septiembre | Peñarol            | 84      | -       | 71      | Quilmes            |
| 15 de septiembre | Ciclista Juninense | 78      | -       | 85      | Quilmes            |
| 16 de septiembre | Argentino (J)      | 72      | -       | 84      | Peñarol            |
| 17 de septiembre | Argentino (J)      | 60      | -       | 67      | Quilmes            |
| 18 de septiembre | Ciclista Juninense | 63      | -       | 85      | Peñarol            |
| 20 de septiembre | Quilmes            | 58      | -       | 78      | Peñarol            |
| 22 de septiembre | Argentino (J)      | 75      | -       | 68      | Ciclista Juninense |

### Grupo 6
| Equipo                 | Pts | PG | PP | TF  | TC  | Dif  |
| ---------------------- | --- | -- | -- | --- | --- | ---- |
| AeroChaco Boca Juniors | 8   | 4  | 0  | 342 | 298 | + 44 |
| Ciudad de Bragado      | 6   | 2  | 2  | 301 | 332 | - 31 |
| Lanús                  | 4   | 0  | 4  | 306 | 319 | - 13 |

|  | Clasificado a la siguiente fase |

| Fecha            |                   | Partido | Partido | Partido |                   |
| ---------------- | ----------------- | ------- | ------- | ------- | ----------------- |
| 8 de septiembre  | Lanús             | 76      | -       | 83      | AeroChaco Boca    |
| 10 de septiembre | AeroChaco Boca    | 79      | -       | 78      | Lanús             |
| 13 de septiembre | AeroChaco Boca    | 85      | -       | 61      | Ciudad de Bragado |
| 15 de septiembre | Lanús             | 85      | -       | 89      | Ciudad de Bragado |
| 18 de septiembre | Ciudad de Bragado | 83      | -       | 95      | AeroChaco Boca    |
| 20 de septiembre | Ciudad de Bragado | 68      | -       | 67      | Lanús             |

### Grupo 7
| Equipo               | Pts | PG | PP | TF  | TC  | Dif  |
| -------------------- | --- | -- | -- | --- | --- | ---- |
| Obras Sanitarias     | 7   | 3  | 1  | 335 | 318 | + 17 |
| Central Entrerriano  | 7   | 3  | 1  | 306 | 297 | + 9  |
| San Nicolás Belgrano | 4   | 0  | 4  | 295 | 321 | - 26 |

|  | Clasificado a la siguiente fase |

| Fecha            |                      | Partido | Partido | Partido |                      |
| ---------------- | -------------------- | ------- | ------- | ------- | -------------------- |
| 8 de septiembre  | Central Entrerriano  | 71      | -       | 60      | San Nicolás Belgrano |
| 10 de septiembre | San Nicolás Belgrano | 75      | -       | 77      | Central Entrerriano  |
| 13 de septiembre | Obras Sanitarias     | 80      | -       | 75      | Central Entrerriano  |
| 15 de septiembre | Obras Sanitarias     | 90      | -       | 85      | San Nicolás Belgrano |
| 18 de septiembre | Central Entrerriano  | 83      | -       | 82      | Obras Sanitarias     |
| 20 de septiembre | San Nicolás Belgrano | 75      | -       | 83      | Obras Sanitarias     |

### Grupo 8
| Equipo                   | Pts | PG | PP | TF  | TC  | Dif  |
| ------------------------ | --- | -- | -- | --- | --- | ---- |
| Gimnasia (CR)            | 12  | 6  | 0  | 455 | 413 | + 42 |
| Bahía Blanca Estudiantes | 9   | 3  | 3  | 454 | 441 | + 13 |
| Independiente (Neuquén)  | 8   | 2  | 4  | 394 | 404 | - 10 |
| El Nacional (MH)         | 7   | 1  | 5  | 416 | 461 | - 45 |

|  | Clasificado a la siguiente fase |

| Fecha            |                   | Partido | Partido | Partido |                   |
| ---------------- | ----------------- | ------- | ------- | ------- | ----------------- |
| 8 de septiembre  | Gimnasia (CR)     | 82      | -       | 70      | El Nacional (MH)  |
| 8 de septiembre  | Bahía Blanca Est. | 71      | -       | 62      | Independiente (N) |
| 10 de septiembre | Independiente     | 72      | -       | 69      | Bahía Blanca Est. |
| 11 de septiembre | El Nacional (MH)  | 73      | -       | 75      | Gimnasia (CR)     |
| 13 de septiembre | Bahía Blanca Est. | 75      | -       | 77      | Gimnasia (CR)     |
| 13 de septiembre | Independiente     | 76      | -       | 56      | El Nacional (MH)  |
| 15 de septiembre | Bahía Blanca Est. | 93      | -       | 77      | El Nacional (MH)  |
| 15 de septiembre | Independiente (N) | 54      | -       | 64      | Gimnasia (CR)     |
| 18 de septiembre | Gimnasia (CR)     | 78      | -       | 69      | Bahía Blanca Est. |
| 20 de septiembre | Gimnasia (CR)     | 79      | -       | 72      | Independiente (N) |
| 20 de septiembre | El Nacional (MH)  | 75      | -       | 77      | Bahía Blanca Est. |
| 22 de septiembre | El Nacional (MH)  | 65      | -       | 58      | Independiente (N) |

## Segunda fase

### Grupo norte
Disputado en el Estadio Ciudad de Santiago del Estero, de Quimsa.
| Equipo              | Pts | PG | PP | TF  | TC  | Dif  |
| ------------------- | --- | -- | -- | --- | --- | ---- |
| Quimsa              | 6   | 3  | 0  | 236 | 216 | + 20 |
| Sionista            | 5   | 2  | 1  | 230 | 216 | + 14 |
| Unión (Sunchales)   | 4   | 1  | 2  | 209 | 213 | - 4  |
| La Unión de Formosa | 3   | 0  | 3  | 210 | 240 | - 30 |

|  | Clasificado a la siguiente fase |

| Fecha            |                     | Partido | Partido | Partido |                     |
| ---------------- | ------------------- | ------- | ------- | ------- | ------------------- |
| 25 de septiembre | La Unión de Formosa | 64      | -       | 79      | Sionista            |
| 25 de septiembre | Quimsa              | 67      | -       | 65      | Unión (S)           |
| 26 de septiembre | Sionista            | 75      | -       | 65      | Unión (S)           |
| 26 de septiembre | QUimsa              | 82      | -       | 75      | La Unión de Formosa |
| 27 de septiembre | Unión (S)           | 79      | -       | 71      | La Unión de Formosa |
| 27 de septiembre | Quimsa              | 87      | -       | 76      | Sionista            |

### Grupo sur
Disputado en el Estadio Socios Fundadores de Gimnasia de Comodoro Rivadavia.
| Equipo                 | Pts | PG | PP | TF  | TC  | Dif  |
| ---------------------- | --- | -- | -- | --- | --- | ---- |
| Peñarol                | 6   | 3  | 0  | 268 | 234 | + 34 |
| Gimnasia (CR)          | 5   | 2  | 1  | 242 | 227 | + 15 |
| AeroChaco Boca Juniors | 4   | 1  | 2  | 270 | 261 | + 9  |
| Obras Sanitarias       | 3   | 0  | 3  | 203 | 261 | - 58 |

|  | Clasificado a la siguiente fase |

| Fecha            |                  | Partido | Partido | Partido |                  |
| ---------------- | ---------------- | ------- | ------- | ------- | ---------------- |
| 25 de septiembre | AeroChaco Boca   | 94      | -       | 75      | Obras Sanitarias |
| 25 de septiembre | Gimnasia (CR)    | 71      | -       | 86      | Peñarol          |
| 26 de septiembre | AeroChaco Boca   | 93      | -       | 95      | Peñarol          |
| 26 de septiembre | Gimnasia (CR)    | 80      | -       | 58      | Obras Sanitarias |
| 27 de septiembre | Obras Sanitarias | 70      | -       | 87      | Peñarol          |
| 27 de septiembre | Gimnasia (CR)    | 91      | -       | 83      | AeroChaco Boca   |

## Cuadrangular final
| Equipo        | PG | PP | TF  | TC  | Dif  |
| ------------- | -- | -- | --- | --- | ---- |
| Quimsa        | 2  | 1  | 215 | 191 | + 24 |
| Gimnasia (CR) | 2  | 1  | 217 | 200 | + 17 |
| Peñarol       | 2  | 1  | 216 | 220 | - 4  |
| Sionista      | 0  | 3  | 191 | 228 | - 37 |

| Fecha        |          | Partido | Partido | Partido |               |
| ------------ | -------- | ------- | ------- | ------- | ------------- |
| 2 de octubre | Peñarol  | 73      | -       | 65      | Sionista      |
| 2 de octubre | Quimsa   | 68      | -       | 54      | Gimnasia (CR) |
| 3 de octubre | Peñarol  | 66      | -       | 82      | Gimnasia (CR) |
| 3 de octubre | Quimsa   | 74      | -       | 60      | Sionista      |
| 4 de octubre | Sionista | 66      | -       | 81      | Gimnasia (CR) |
| 4 de octubre | Peñarol  | 77      | -       | 73      | Quimsa        |

Quimsa

Campeón

Primer título

## Plantel campeón
- Jonatan Treise
- Federico Marín
- Albert White
- Damián Tintorelli
- Román González
- José Muruaga
- Julio Mázzaro
- Franco Balbi
- Bruno Ingratta

DT   Carlos Romano